# Pikaboo
Пикабу (изворно: Pikaboo), дечји кабловски канал који је са емитовањем кренуо 4. децембра 2017. године, у власништву Јунајтед медије. Емитује се у Србији, Црној Гори и Републици Српској на српском језику, у Хрватској и Федерацији Босне и Херцеговине на хрватском језику, у Словенији на словеначком језику, у Северној Македонији на македонском језику и у Албанији на албанском језику. Емитује се 24 часа дневно.
Српске синхронизације за овај канал радио је студио Блу хаус, али емитују се и синхронизације студија Голд диги нет и Лаудворкс урађене раније, за друге канале. Цртану серију Пилићи је синхронизовала продукција IDJ, Лола и Мила студио Аудио Визард Ем ен Ди, а Бен 10 продукција Вамос, иако се те серије емитују премијерно.

## Програм
| Премијера          | Назив                           |
| ------------------ | ------------------------------- |
| 4. децембар 2017.  | Деда у мом џепу                 |
| 4. децембар 2017.  | Дино шапе                       |
| 4. децембар 2017.  | Енди и бебе животиње            |
| 4. децембар 2017.  | Животиње на послу               |
| 4. децембар 2017.  | Зерби Дерби                     |
| 4. децембар 2017.  | Најлепше приче                  |
| 4. децембар 2017.  | Пилићи                          |
| 4. децембар 2017.  | Пирата и Капетано               |
| 4. децембар 2017.  | Робот и чудовиште               |
| 4. децембар 2017.  | Салветићеве авантуре            |
| 4. децембар 2017.  | Спот ботс                       |
| 4. децембар 2017.  | Хеј, Даги                       |
| 4. децембар 2017.  | Чарли и Мимо                    |
| 4. децембар 2017.  | Чико чикa пумба                 |
| август 2018.       | Бали                            |
| 2018.              | Бен 10                          |
| август 2018.       | Доки                            |
| август 2018.       | Дот                             |
| август 2018.       | Дрифтвуд Беј                    |
| 2018.              | Зиг и Шарко                     |
| 2018.              | Инфинити надо                   |
| август 2018.       | Кад бих био животиња            |
| 4. мај 2018.       | Лола и Мила                     |
| август 2018.       | Мачак Природњак                 |
| 2018.              | Оги и бубице                    |
| август 2018.       | Патролне шапе                   |
| август 2018.       | Пег и Мачак                     |
| август 2018.       | Флупалу, где си?                |
| јануар 2019.       | Маша и Медвед                   |
| јануар 2019.       | Пепа Прасе                      |
| новембар 2019.     | Моћни Ренџери                   |
| 25. новембар 2019. | Мој мали пони                   |
| 25. новембар 2019. | Бакуган                         |
| 2020.              | Чарли и Лола                    |
| 2020.              | Супершпијунке                   |
| 2020.              | Барбоскини                      |
| 2020.              | Мартин јутро                    |
| 2020.              | Дора истражује                  |
| 2020.              | Јуп Јупс                        |
| 2020.              | Тими Тајм                       |
| 2020.              | Хело Карбор - Робо јаја         |
| 2020.              | Боџ                             |
| 2020.              | Мачка у шеширу зна пуно о томе! |
| 2021.              | Чудна дружина                   |
| 2021.              | Моћни играчи                    |
| 2021.              | Ме-ме медведи                   |
| 2021.              | Моланг                          |
| 2021.              | Монкарт                         |
| 2021.              | Мини моћна деца                 |
| 2021.              | Здраво Дете                     |
| 2021.              | Монзи                           |
| 2021.              | Јоко                            |
| 2021.              | Жлабац                          |
| 2021.              | Дино Дејна                      |
| 2021.              | Спин Фајтерс                    |
| 2021.              | Меда Бо                         |
| 2021.              | Дугини ренџери                  |
| 2022.              | Казупс                          |
| 2022.              | Време је за глину               |
| 2022.              | Летеће животиње                 |
| 2022.              | Острво пафина                   |
| 2022.              | Хеленина школица                |
| 2022.              | Острво пафина                   |
| 2022.              | Гризли и леминзи                |
| 5. март 2023.      | Босоноги бандити                |
| 5. март 2023.      | Дупи                            |
| 5. март 2023.      | Еми и Гуру                      |
| 5. март 2023.      | Метеохероји                     |
| 5. март 2023.      | Монсикидс                       |
| 5. март 2023.      | Наша породица                   |
| 5. март 2023.      | Персијеве приче                 |
| 5. март 2023.      | Срећа Срећа Срећица             |
| 5. март 2023.      | Воликазам                       |
| 11. новембар 2024. | Слагтера                        |